# Карін Оберляйтнер
Карін Оберляйтнер (нім. Karin Oberleitner; нар. 14 березня 1968) — колишня австрійська тенісистка.
Найвищу одиночну позицію світового рейтингу — 290 місце досягла 20 липня 1987, парну — 282 місце — 17 серпня 1987 року.

## Фінали ITF

### Одиночний розряд: 2 (0–2)
| Результат | Ранг | Дата           | Турнір         | Покриття   | Суперниця         | Рахунок       |
| --------- | ---- | -------------- | -------------- | ---------- | ----------------- | ------------- |
| Поразка   | 1.   | 1 вересня 1986 | Вельс, Австрія | Тверде     | Ніколетте Ройманс | 6–4, 3–6, 1–6 |
| Поразка   | 2.   | 7 серпня 1988  | Вельс, Австрія | Тверде (i) | Петра Шварц       | 6–2, 0–6, 2–6 |

### Парний розряд: 2 (1–1)
| Результат | Ранг | Дата           | Турнір            | Покриття | Партнерка       | Суперниці                     | Рахунок       |
| --------- | ---- | -------------- | ----------------- | -------- | --------------- | ----------------------------- | ------------- |
| Перемога  | 1.   | 1 вересня 1986 | Вельс, Австрія    | Ґрунт    | Паулетте Морено | Беттіна Діснер Барбара Паулюс | 7–5, 7–6(7–4) |
| Поразка   | 1.   | 2 серпня 1987  | Кіцбюель, Австрія | Ґрунт    | Беттіна Діснер  | Юдіт Візнер Гайді Шпрунґ      | 3–6, 4–6      |